# Katrín Jakobsdóttir

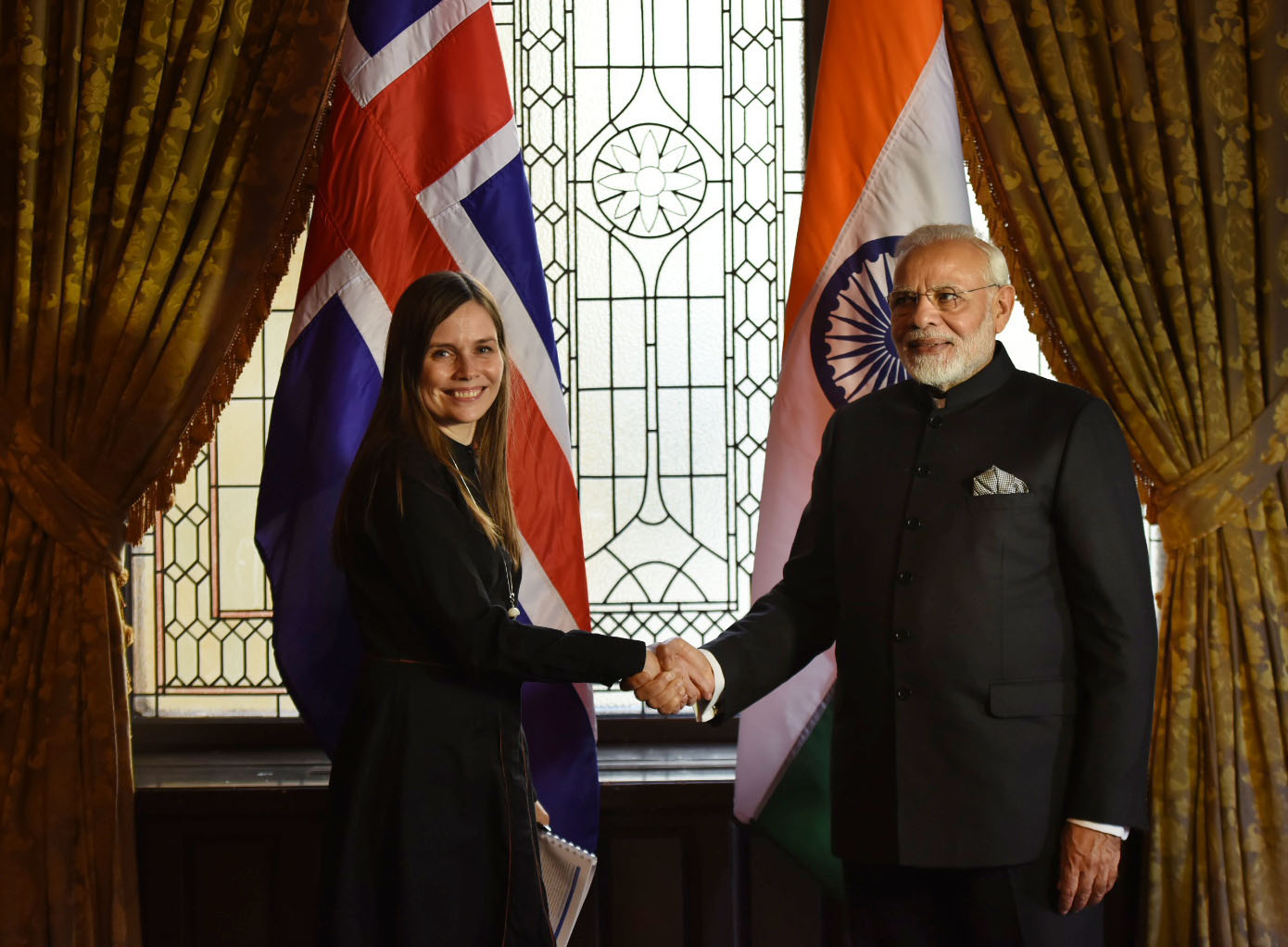
Katrín Jakobsdóttir met de Indiase premier Narendra Modi in 2018.

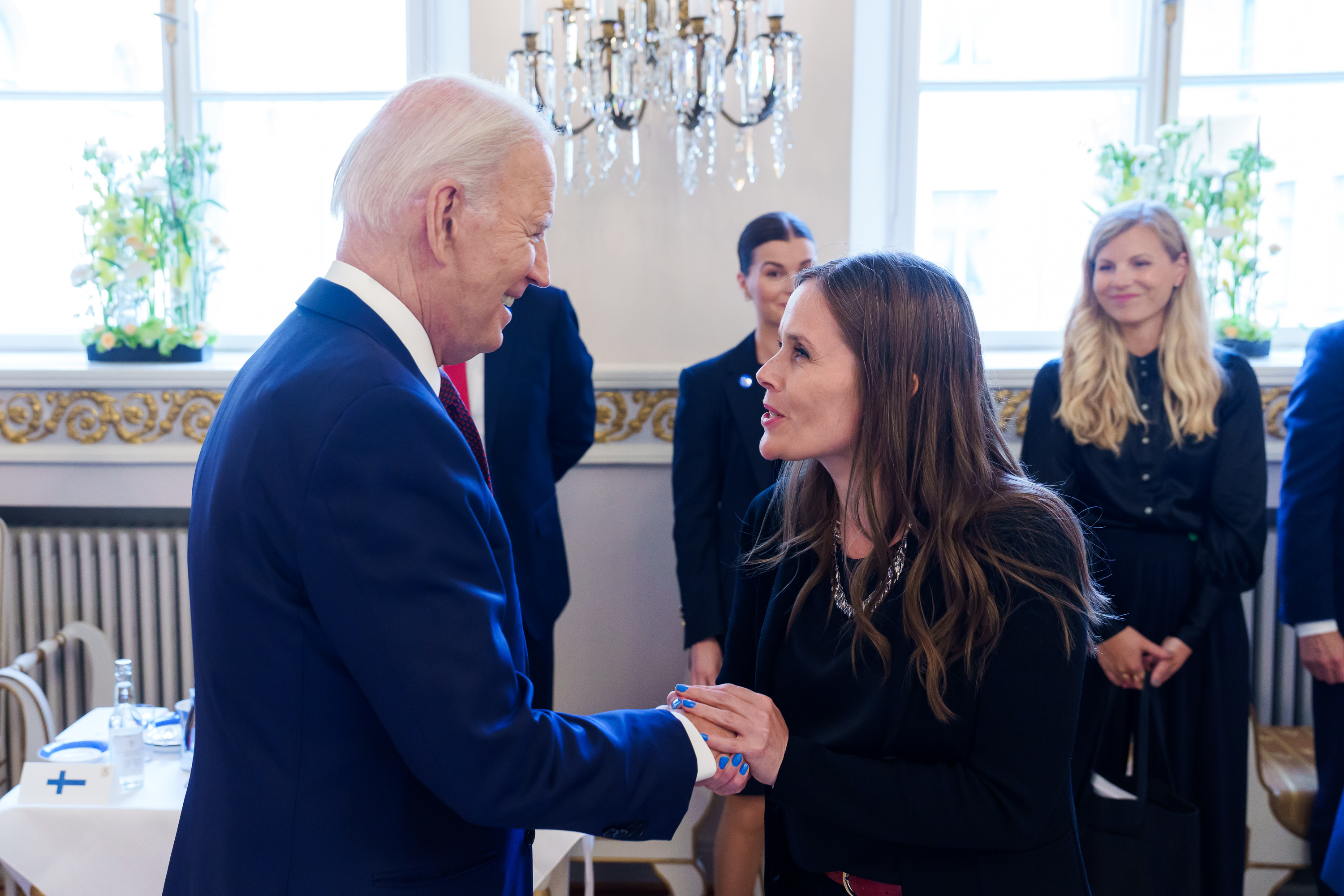
Met de Amerikaanse president Joe Biden in 2023,

Katrín Jakobsdóttir (Reykjavik, 1 februari 1976) is een IJslands politicus voor de partij Vinstrihreyfingin-grænt framboð (Links-Groen). Van november 2017 tot april 2024 was zij premier van IJsland.

## Persoonlijk
Katrín behoort tot een familie waaruit vele politici, wetenschappers en literatoren zijn voortgekomen, onder wie Matthías Jochumsson, de dichter van het IJslandse volkslied Lofsöngur.
Ze studeerde IJslands met bijvak Frans aan de Universiteit van IJsland en behaalde in 2004 haar master met het werk van Arnaldur Indriðason als onderwerp. Ze werkte van 1999 tot 2003 in deeltijd bij de omroep Ríkisútvarpið en was ook tijdschriftredacteur en docent in het middelbaar en hoger onderwijs.
Katrín is getrouwd met Gunnar Sigvaldason. Hun drie zonen zijn geboren in 2005, 2007 en 2011.
In 2023 publiceerde zij als co-auteur van Ragnar Jónasson een thriller met de titel Reykjavik, waarvan de Nederlandse vertaling in 2024 werd gepubliceerd.

## Politieke carrière
In de jaren negentig was Katrín lid van de socialistische Volksalliantie (Alþýðubandalagið). Toen die in 1998 opging in de meer sociaaldemocratische Alliantie (Samfylkingin), sloot ze zich aan bij het toen nieuwe Links-Groen. Voor die partij zat ze van 2002 tot 2006 in de gemeenteraad van Reykjavik. Ze werd bij de IJslandse parlementsverkiezingen van 2007 verkozen tot lid van de Alþingi (het Parlement van IJsland) voor het kiesdistrict Reykjavik-Noord. Tot aan de vervroegde verkiezingen van 2009 was ze ondervoorzitter van de Links-Groene fractie om vervolgens minister van onderwijs, wetenschap, cultuur en noordse samenwerking te worden in een minderheidsregering van de Alliantie en Links-Groen met gedoogsteun van de Progressieve Partij. Dit kabinet onder premier Jóhanna Sigurðardóttir bleef aan tot 2013.
In februari 2013 werd Katrín Jakobsdóttir verkozen tot voorzitter van haar partij. Bij de peilingen onder de bevolking in de aanloop naar de presidentsverkiezingen in 2016 scoorde ze het hoogst, hoewel ze geen kandidaat was. Na de parlementsverkiezingen van 2017 werd Links-Groen onder haar leiding de tweede partij van het land. Daardoor kwam na vier jaar oppositie Links-Groen opnieuw in een regering, met als coalitiepartners de Onafhankelijkheidspartij en de Progressieve Partij. Ze nam daarbij zelf het premierschap op zich en werd daarmee na Jóhanna Sigurðardóttir de tweede vrouwelijke premier van IJsland.
Op 19 februari 2020 werd Katrín gekozen tot voorzitter van de Council of Women World Leaders, het internationale netwerk voor vrouwelijke (oud-)staatshoofden en regeringsleiders. In april 2024 legde zij haar functie als premier neer om aan de presidentsverkiezingen van juni 2024 te kunnen meedoen. Deze werden gewonnen door Halla Tómasdóttir.